# 彭水水电站
彭水水电站位于重庆市彭水县县城上游11km处的乌江干流梯级开发中的第十级。以发电为主，兼有航运、防洪等综合效益。承担重庆电网调峰、调频和事故备用。

## 技术概况
属年调节水库。死水位278.00m，设计洪水位294.91m重现期500年，校核洪水位298.85m重现期5000年，汛限水位287m。水库回水至贵州省沿河县城，长约126km。
自左向右分别由左岸1#非溢流坝段、船闸坝段32m、2#～3#非溢流坝段、河床表孔溢流坝段9个泄洪表孔和右岸非溢流坝段组成。电站布置在右岸，为地下式厂房。河床最大帷幕深85m。
通航建筑物需克服81.6m水头。按500t级船舶过坝设计。如果采用一级升船机设计，受枢纽布置与地形限制，不能布置在坝轴线附近，需要一段较长的渠道和上游衔接。由于上游通航水位变幅达15m，加上2.5m航深，渠道的上游挡水闸门及渡槽水深达17.5m，对结构要求高。最终采用上游为船闸，下游为下水式垂直升船机，二者之间为恒水位278.0m，定深2.7m，长421.1.m的中间渠道，其中上半段在山体开挖长283.2m，下半段为渡漕长137.9m。升船机最大提升高度66.6m。

## 工程历史
业主为重庆大唐国际彭水水电开发有限公司。长江水利委员会长江勘测规划设计研究院设计，中国水利水电第七工程局、中国水利水电第八工程局、中国水利水电第十四工程局施工。
工程于2003年4月14日正式开工，2005年9月6日，国家发展和改革委员会核准《乌江彭水水电站项目申请报告》，2005年9月28日，电站主体工程全面开工。2008年1月12日大坝下闸蓄水，2008年2月6日首台机组并网发电，2008年12月16日全部机组并网发电，2009年5月通过主体工程竣工。工程荣获2012至2013年度中国建设工程鲁班奖。